# Kruševo (żupania szybenicko-knińska)
Kruševo – wieś w Chorwacji, w żupanii szybenicko-knińskiej, w gminie Primošten. W 2011 roku liczyła 79 mieszkańców.